# Eudorylas sabroskyi
Eudorylas sabroskyi är en tvåvingeart som först beskrevs av Hardy 1943.  Eudorylas sabroskyi ingår i släktet Eudorylas och familjen ögonflugor.
Artens utbredningsområde är Michigan. Inga underarter finns listade i Catalogue of Life.